# Taelosilla
Taelosilla is een kevergeslacht uit de familie van de boktorren (Cerambycidae). De wetenschappelijke naam van het geslacht werd voor het eerst geldig gepubliceerd in 1868 door Thomson.

## Soorten
Taelosilla is monotypisch en omvat slechts de volgende soort:
- Taelosilla lateralis Thomson, 1868